# Lifeforce
Lifeforce (Fuerza vital en España y Fuerza siniestra en Hispanoamérica) es una película británica de terror y ciencia ficción de 1985 dirigida por Tobe Hooper. Protagonizada por Steve Railsback, Peter Firth, Frank Finlay, Mathilda May y Patrick Stewart en sus papeles principales la música del film es una de las últimas composiciones para la gran pantalla de Henry Mancini. La idea del guion, escrito por Dan O'Bannon y Don Jakoby, surgió a partir de una novela de Colin Wilson, titulada Los vampiros del espacio, pero dando un carácter mucho más "pulp" a la trama. Esto la distanció de la novela y Wilson acabaría renegando por tanto de la adaptación.
La película obtuvo dos nominaciones en los Premios Saturn, a mejor película de terror y a mejores efectos especiales, alzándose con el galardón en esta última categoría en el Festival de Sitges de 1985.

## Sinopsis
En una misión espacial para interceptar y estudiar al Cometa Halley, la tripulación del transbordador Churchill descubre una antigua nave espacial atrapada en la cola del cometa. En su interior, los astronautas encuentran cientos de criaturas-reptiles momificadas, y a tres humanoides: dos hombres y una mujer, encerrados en cápsulas transparentes. Al intentar llevarlos a la Tierra —en concreto a Londres—, la tripulación muere en el trayecto, excepto el coronel Tom Carlsen, quien sobrevive escapando en una cápsula de salvamento.  Los humanoides son llevados a la Tierra por el Transbordador Columbia, que intenta rescatar a la tripulación, y ya en la Tierra, uno de ellos despierta y empieza a cobrar víctimas entre los científicos y luego entre personas comunes y corrientes. Se inicia una operación de captura para destruir al humanoide, liderada por el coronel Tom Carlsen... con desastrosas consecuencias.

## Reparto
| Actor           | Personaje           |
| --------------- | ------------------- |
| Steve Railsback | Cnel. Tom Carlsen   |
| Peter Firth     | Cnel. Colin Caine   |
| Frank Finlay    | Dr. Hans Fallada    |
| Mathilda May    | Chica espacial      |
| Patrick Stewart | Dr. Armstrong       |
| Michael Gothard | Dr. Bukovsky        |
| Nicholas Ball   | Roger Derebridge    |
| Aubrey Morris   | Sir Percy Heseltine |
| Nancy Paul      | Ellen Donaldson     |
| John Hallam     | Lamson              |
| John Keegan     | Guardia             |
| Chris Jagger    | Primer vampiro      |
| Bill Malin      | Segundo vampiro     |
| Jerome Willis   | Patólogo            |
| Derek Benfield  | Médico              |

## Recepción
La película fue un fracaso en taquilla. Las críticas en el momento de su estreno fueron desiguales, con una mayor parte de las reseñas desechando el filme. Uno de los principales reclamos fueron las fuertes dosis de erotismo y los desnudos frontales de Mathilda May. Actualmente Lifeforce ha sido revaluada más positivamente y es considerada una película de culto. En IMDb obtiene una puntuación media de 6,1 sobre 10 con 25.908 votaciones de los usuarios del portal. En FilmAffinity, además de estar incluida en el listado "Ranking de cine y series de vampiros" (71.ª posición), tiene una valoración media de 5,6 sobre 10. En el agregador de críticas Rotten Tomatoes obtiene la calificación de "fresco" para el 55% de las 29 críticas profesionales y para el 45% de las más de 5.000 valoraciones emitidas por los usuarios del portal.
Entre las críticas profesionales positivas destacan las de Tom Huddleston para la revista Time Out ("es casi imposible hacerle una crítica: es, al mismo tiempo, indescriptiblemente horrible y enorme y brillantemente entretenida"), Lauren Taylor en Bloody Disgusting ("para mí es genial porque es visualmente asombrosa.(...) Todo fue construido sin pantallas verdes. Esto es lo que le falta a las películas modernas"), Gene Siskel en el periódico Chicago Tribune ("Tobe Hooper sabe cómo asustar y entretener (...) Quizá alguien le echó algo a mis palomitas, pero no puedo negar que me gustó) o Leonardo D’Espósito para la Revista Noticias ("quintaescencia de los ochenta en un film que no es un clásico").